# Гемптон-Манор (Нью-Йорк)
Гемптон-Манор (англ. Hampton Manor) — переписна місцевість (CDP) в США, в окрузі Ренсселер штату Нью-Йорк. Населення — 5423 особи (2020).

## Географія
Гемптон-Манор розташований за координатами 42°37′22″ пн. ш. 73°43′26″ зх. д. / 42.62278° пн. ш. 73.72389° зх. д. (42.622735, -73.723911).  За даними Бюро перепису населення США в 2010 році переписна місцевість мала площу 1,68 км², з яких 1,62 км² — суходіл та 0,06 км² — водойми.

## Демографія
Згідно з переписом 2010 року, у переписній місцевості мешкало 2417 осіб у 1047 домогосподарствах у складі 635 родин. Густота населення становила 1442 особи/км².  Було 1113 помешкання (664/км²).
Расовий склад населення:
| - 91,6 % — білих - 3,4 % — чорних або афроамериканців - 2,1 % — азіатів - 0,2 % — корінних американців |

До двох чи більше рас належало 2,4 %. Частка іспаномовних становила 1,9 % від усіх жителів.
За віковим діапазоном населення розподілялося таким чином: 20,9 % — особи молодші 18 років, 65,4 % — особи у віці 18—64 років, 13,7 % — особи у віці 65 років та старші. Медіана віку мешканця становила 41,3 року. На 100 осіб жіночої статі у переписній місцевості припадало 90,9 чоловіків;  на 100 жінок у віці від 18 років та старших — 86,9 чоловіків також старших 18 років.
Середній дохід на одне домашнє господарство  становив 62 424 долари США (медіана — 62 745), а середній дохід на одну сім'ю — 80 760 доларів (медіана — 72 102). Медіана доходів становила 46 895 доларів для чоловіків та 41 230 доларів для жінок. За межею бідності перебувало 13,5 % осіб, у тому числі 26,6 % дітей у віці до 18 років та 5,0 % осіб у віці 65 років та старших.
Цивільне працевлаштоване населення становило 1261 особа. Основні галузі зайнятості: освіта, охорона здоров'я та соціальна допомога — 29,6 %, публічна адміністрація — 16,6 %, науковці, спеціалісти, менеджери — 13,2 %.